# Last Days of April (musikalbum)
Last Days of April är gruppen Last Days of Aprils första studioalbum, utgivet 1997. Skivan gavs ursprungligen ut på Trust No One Recordings.
2004 återutgavs skivan på Bad Taste Records med en förändrad låtlista då låten "Crucify Me" hade ersatts med den outgivna låten "B. House". Anledningen till låtbytet var att Monica Amante, som ursprungligen sjöng och hade skrivit texten till "Crucify Me", inte ville överlåta rättigheterna till Bad Taste Records.

## Produktion
Skivan spelades in, mixades och mastrades i Studio Subsonic i april 1997. Producent var Last Days of April. Även låten "B. House", som släpptes först år 2004, spelades in under dessa sessioner.

## Låtlista
Där inte annat anges är text och musik skriven av Karl Larsson.

### 1997 års version
1. "...What's Written in the Sand" - 5:51
2. "This Place" - 2:50
3. "Won't" - 4:05
4. "Nothing's Found" - 5:06 (musik: Lars Taberman)
5. "My Friend" - 3:38 (musik: Lars Taberman)
6. "Crucify Me" - 3:37 (text: Monica Amante)
7. "Lens" - 5:06 (musik: Lars Taberman)
8. "Fly Catching" - 2:18
9. "Next in the Line" - 6:14

### 2004 års version
1. "...What's Written in the Sand" - 5:51
2. "This Place" - 2:50
3. "Won't" - 4:05
4. "Nothing's Found" - 5:06 (musik: Lars Taberman)
5. "My Friend" - 3:38 (musik: Lars Taberman)
6. "B. House" - 1:09
7. "Lens" - 5:06 (musik: Lars Taberman)
8. "Fly Catching" - 2:18
9. "Next in the Line" - 6:14

## Personal

### Medmerkande musiker
- Monica Amante
- Karin Ask
- Andreas Förnell
- Karl Larsson
- Joel Lindefors
- Stefan Olsson
- Lars Taberman
- Hanna Wingås
- Johan Öhlund

### Övrig
- Last Days of April - producent, arrangemang

### Fotnoter
1. 1 2 3  ”Last Days of April”. Discogs.com. http://www.discogs.com/Last-Days-Of-April-Last-Days-Of-April/release/1840277. Läst 25 mars 2012.
2. 1 2  ”Last Days of April (2004 års version)”. Discogs.com. http://www.discogs.com/Last-Days-Of-April-Last-Days-Of-April/release/2212697. Läst 25 mars 2012.